# Микаел Таварес
Микаел Зидро Таварес (на френски: Mickaël Zidro Tavares) е френски футболист от сенегалски и кабовердски произход.

## Биография
Негов баща е Тони Таварес, бивш национал на Сенегал. Братовчед е на футболистите Жак и Рикардо Фати.

### Клубна кариера
Таварес започва да тренира футбол в школата на Кретеил. През 2000 г. се премества в школата на португалския Алверка. След две години се връща във Франция и подписа договор с Абевил, за които реализира 9 гола в 26 мача през сезон 2002 – 03, след което е закупен от Нант, но играе само за резервния тим.
През 2005 г. той се присъединява към Тур, с които печели промоция за Лига 2.
През юли 2007 г. е на проби в Славия Прага, където подписва договор с клуба след една седмица в Чехия. Той подписва договор за две години с опция за още една, преди да бъде закупен от германския Хамбургер на 30 януари 2009 г. за сумата от 1 900 000 €. Той прави дебюта си на 22 февруари 2009 г. срещу Байер 04 Леверкузен.
На 24 януари 2010 г., Таварес е даден под наем на Нюрнберг до края на сезона. През август 2010 г. му е съобщено, че няма бъдеще в първия тим на Хамбургер. На 27 август 2010 г. е даден под наем на Мидълзбро до юли 2011 г.

### Национален отбор
През 2008 г. Таварес е повикан в отбора на Кабо Верде за приятелски мач срещу Люксембург, но не влиза в игра. в началото на 2009 г. получава повиквателна от Сенегал за мачовете с Оман и Иран, но той отказва, надявайки се да играе за Франция. Около месец по-късно баща му Тони обявява, че Микаел все пак е решил занапред да играе за Сенегал.

## Отличия
- Гамбринус лига – 1 път шампион (2008) със Славия Прага